# Na Drahách (Dolnooharská tabule)
Na Drahách (348 m n. m.) je vrch v okrese Kladno Středočeského kraje. Leží asi 1 km jihozápadně od obce Třebíz na jejím katastrálním území.

## Geomorfologické zařazení
Geomorfologicky vrch náleží do celku Dolnooharská tabule, podcelku Řipská tabule, okrsku Perucká tabule, podokrsku Zlonická tabule a Třebízské části.